# Wazrażdziennie (rejon mohylewski)
Wazrażdziennie (biał. Вазраждзенне; ros. Возрождение) – wieś na Białorusi, w obwodzie mohylewskim, w rejonie mohylewskim, w sielsowiecie Siemukaczy, nad Drucią.